# Science-Fiction-Jahr 1931
Übersicht

◄◄ | ◄ | 1927 | 1928 | 1929 | 1930 | Science-Fiction-Jahr 1931 | 1932 | 1933 | 1934 | 1935 | ► | ►►

Weitere Ereignisse

## Neuerscheinungen Filme
| Deutscher Titel         | Deutschsprachiges Erscheinungsjahr | Originaltitel           | Regie            | Anmerkungen |
| ----------------------- | ---------------------------------- | ----------------------- | ---------------- | --- |
| Dr. Jekyll und Mr. Hyde | 1970                               | Dr. Jekyll and Mr. Hyde | Rouben Mamoulian | Der Film wurde wegweisend in Dramaturgie und Tricktechnik, beispielsweise im Einsatz der subjektiven Kamera oder in den Verwandlungsszenen |
| Frankenstein            | 1932                               | Frankenstein            | James Whale      | wurde im Jahr 1991 in das National Film Registry aufgenommen                                                                               |
| Das Ende der Welt       | 1977                               | La fin du monde         | Abel Gance       | |

## Geboren
- Otto Bonhoff († 2001)
- Mark Brandis (Pseudonym von Nikolai von Michalewsky) († 2000)
- Robert Brenner
- Algis Budrys († 2008)
- Edwin Corley († 1981)
- Clive Cussler († 2020)
- Franz Josef Degenhardt († 2011)
- Anders Ehnmark († 2019)
- Michael Elder († 2004)
- Sally Miller Gearhart († 2021)
- Alexis A. Gilliland
- Joseph Green
- Ion Hobana († 2011)
- Dean Ing († 2020)
- Sakyō Komatsu († 2011)
- Larry Maddock († 2009)
- Gunter Martell (Pseudonym von Kurt Becker) († 1993)
- Joseph P. Martino († 2022)
- Julian May († 2017)
- Dean Benjamin McLaughlin, Jr.
- Ray Nelson († 2022)
- Leonard Nimoy († 2015)
- John Norman schuf GOR – Die Gegenerde
- Hermann Werner Peters († 1984)
- Heiner Rank († 2014)
- Jack Sharkey († 1992)
- William Shatner
- Lothar Weise († 1966)
- Colin Wilson († 2013)
- Jack Wodhams († 2017)
- Gene Wolfe († 2019)
- Alain Yaouanc († 2019)

## Gestorben
- Junior Caelestes (Pseudonym von Elisabeth von Otto; * 1862)
- Reinhold Eichacker (* 1886)
- Leopold Engel (* 1858)
- Hugo Riekes (* 1873)
- Oskar A. H. Schmitz (* 1873)
- Leonhard Schrickel (* 1876)
- Bartholomäus Widmayer (* 1873)
- Austin Tappan Wright (* 1883)